# Ђакомо Барози да Вињола
Ђакомо Барози да Вињола (Giacomo (или Jacopo) Barozzi (или Barocchio) da Vignola, 1507-1573) један од највећих италијанских маниристичких архитеката XVI века. Два његова ремек-дела су Villa Farnese у месту Caprarola и језуитска црква Chiesa del Gesù у Риму. Један је од тројице архитеката који је проширио италијанску ренесансу на Западну Европу, заједно са Серлиоом и Паладијем.